# Формула-1 — Гран-прі Саудівської Аравії 2022

Портал:Формула-1

Гран-прі Саудівської Аравії 2022 (офіційно — Formula 1 STC Saudi Arabian Grand Prix 2022) — автоперегони чемпіонату світу з Формули-1, які відбулися 27 березня 2022 року на Міській трасі Джидда у Джидді, Саудівська Аравія. Це другий етап чемпіонату світу і друге Гран-прі Саудівської Аравії в історії.
Переможцем гран-прі став пілот команди Ред Булл — нідерландець Макс Ферстаппен. Друге місце посів переможець гран-прі Бахрейну Шарль Леклер, а на 3 місці фінішував Карлос Сайнс (молодший). Переможець поулу —  мексиканець Серхіо Перес — фінішував четвертим.

## Перед гонкою
25 березня група єменських терористів завдала удару по нафтобазі Saudi Aramco неподалік Джидди, того ж міста, де проходять перегони. Чорний дим був помічений під час першого вільного заїзду. Вибух викликав занепокоєння у гонщиків та організаторів, оскільки перегони повинні були відбутися в неділю. В результаті другий вільний заїзд було затримано на 15 хвилин. Пізніше пілоти та керівники команд були викликані на зустріч. Більшість гонщиків погрожували бойкотувати недільну гонку, посилаючись на міркування безпеки. Після нетривалих переговорів організатори вирішили, що гонка проходитиме, як і планувалося, і керівники команди та гонщики погодилися провести гонку у неділю.

## Шини
Під час гран-прі було дозволено використовувати шини Pirelli C2, C3, і C4 (hard, medium і soft).
| Hard | Medium | Soft |
| ---- | ------ | ---- |

## Вільні заїзди
| Сесія | Лідер        | Конструктор | Ш | Час      | Погода     | Повітря °C | Траса °C |
| ----- | ------------ | ----------- | - | -------- | ---------- | ---------- | -------- |
| 1     | Шарль Леклер | Феррарі     | P | 1:30,772 | Ясно. Сухо | +28…27     | +22      |
| 2     | Шарль Леклер | Феррарі     | P | 1:30,074 | Ясно. Сухо | +21        | +24…23   |
| 3     | Шарль Леклер | Феррарі     | P | 1:29,735 | Ясно. Сухо | +24        | +29…28   |

## Кваліфікація
Погода:  Ясно. Сухо. Повітря +25 °C, траса +25…24 °C
Мік Шумахер не зміг взяти участь у гонці через аварію у кваліфікації .
Юкі Цунода не брав участі у кваліфікації через технічні проблеми, але він був допущений до гонки .
Данієль Ріккардо був оштрафований на 3 позиції через блокування Естебана Окона.
| Місце                                       | №  | Пілот               | Конструктор             | Частина 1 | Частина 2 | Частина 3 | Старт |
| ------------------------------------------- | -- | ------------------- | ----------------------- | --------- | --------- | --------- | ----- |
| 1                                           | 11 | Серхіо Перес        | Ред Булл - RBPT         | 1:29,705  | 1:28,924  | 1:28,200  | 1     |
| 2                                           | 16 | Шарль Леклер        | Феррарі                 | 1:29,039  | 1:28,780  | 1:28,225  | 2     |
| 3                                           | 55 | Карлос Сайнс (мол.) | Феррарі                 | 1:28,855  | 1:28,686  | 1:28,402  | 3     |
| 4                                           | 1  | Макс Ферстаппен     | Ред Булл - RBPT         | 1:28,928  | 1:28,945  | 1:28,461  | 4     |
| 5                                           | 31 | Естебан Окон        | Альпін - Рено           | 1:30,093  | 1:29,584  | 1:29,068  | 5     |
| 6                                           | 63 | Джордж Расселл      | Мерседес                | 1:29,680  | 1:29,618  | 1:29,104  | 6     |
| 7                                           | 14 | Фернандо Алонсо     | Альпін - Рено           | 1:29,978  | 1:29,295  | 1:29,147  | 7     |
| 8                                           | 77 | Вальттері Боттас    | Альфа Ромео - Феррарі   | 1:29,683  | 1:29,404  | 1:29,183  | 8     |
| 9                                           | 10 | П'єр Гаслі          | Альфа Таурі - RBPT      | 1:29,891  | 1:29,418  | 1:29,254  | 9     |
| 10                                          | 20 | Кевін Магнуссен     | Хаас - Феррарі          | 1:29,831  | 1:29,546  | 1:29,588  | 10    |
|                                             |    |                     |                         |           |           |           |       |
| 11                                          | 4  | Ландо Норріс        | Макларен - Мерседес     | 1:29,957  | 1:29,651  |           | 11    |
| 12                                          | 3  | Данієль Ріккардо    | Макларен - Мерседес     | 1:30,009  | 1:29,773  |           | 14    |
| 13                                          | 24 | Чжоу Гуаньюй        | Альфа Ромео - Феррарі   | 1:29,978  | 1:29,819  |           | 12    |
| 14                                          | 47 | Мік Шумахер         | Хаас - Феррарі          | 1:30,167  | 1:29,920  |           | -     |
| 15                                          | 18 | Ленс Стролл         | Астон Мартін - Мерседес | 1:30,256  | 1:31,009  |           | 13    |
|                                             |    |                     |                         |           |           |           |       |
| 16                                          | 44 | Льюїс Гамільтон     | Мерседес                | 1:30,343  |           |           | 15    |
| 17                                          | 23 | Александр Албон     | Вільямс - Мерседес      | 1:30,492  |           |           | 16    |
| 18                                          | 27 | Ніко Гюлькенберг    | Астон Мартін - Мерседес | 1:30,543  |           |           | 17    |
| 19                                          | 6  | Ніколас Латіфі      | Вільямс - Мерседес      | 1:31,817  |           |           | 18    |
| 107% від часу лідера першої сесії: 1:35,074 |    |                     |                         |           |           |           |       |
| -                                           | 22 | Юкі Цунода          | Альфа Таурі - RBPT      | Без часу  |           |           | 19    |
| Джерело:                                    |    |                     |                         |           |           |           |       |

## Гонка
Погода:  Ясно. Сухо. Повітря +25 °C, траса +28…27 °C
| Місце                                                                       | З  | +/- | №  | Пілот               | Конструктор             | Ш | Кола | Час/причина сходу                    | Швидкість | Піт | Типи шин | Про  |
| --------------------------------------------------------------------------- | -- | --- | -- | ------------------- | ----------------------- | - | ---- | ------------------------------------ | --------- | --- | -------- | ---- |
| 1                                                                           | 4  | ▲ 3 | 1  | Макс Ферстаппен     | Ред Булл - RBPT         | P | 50   | + 1:24:19,293                        | 219,481   | 1   | M H      | 25   |
| 2                                                                           | 2  | ▬   | 16 | Шарль Леклер        | Феррарі                 | P | 50   | + 0,549                              | 219,457   | 1   | M H      | 18+1 |
| 3                                                                           | 3  | ▬   | 55 | Карлос Сайнс (мол.) | Феррарі                 | P | 50   | + 8,097                              | 219,130   | 1   | M H      | 15   |
| 4                                                                           | 1  | ▼ 3 | 11 | Серхіо Перес        | Ред Булл - RBPT         | P | 50   | + 10,800                             | 219,013   | 1   | M H      | 12   |
| 5                                                                           | 6  | ▲ 1 | 63 | Джордж Расселл      | Мерседес                | P | 50   | + 32,732                             | 218,070   | 1   | M H      | 10   |
| 6                                                                           | 5  | ▼ 1 | 31 | Естебан Окон        | Альпін - Рено           | P | 50   | + 56,017                             | 217,077   | 1   | M H      | 8    |
| 7                                                                           | 11 | ▲ 4 | 4  | Ландо Норріс        | Макларен - Мерседес     | P | 50   | + 56,124                             | 217,073   | 1   | M H      | 6    |
| 8                                                                           | 9  | ▲ 1 | 10 | П'єр Гаслі          | Альфа Таурі - RBPT      | P | 50   | + 62,946                             | 216,784   | 1   | M H      | 4    |
| 9                                                                           | 10 | ▲ 1 | 20 | Кевін Магнуссен     | Хаас - Феррарі          | P | 50   | + 64,308                             | 216,726   | 1   | H M      | 2    |
| 10                                                                          | 15 | ▲ 5 | 44 | Льюїс Гамільтон     | Мерседес                | P | 50   | + 73,948                             | 216,319   | 1   | H M      | 1    |
| 11                                                                          | 12 | ▲ 1 | 24 | Чжоу Гуаньюй        | Альфа Ромео - Феррарі   | P | 50   | + 82,215                             | 215,971   | 2   | M H      |      |
| 12                                                                          | 17 | ▲ 5 | 27 | Ніко Гюлькенберг    | Астон Мартін - Мерседес | P | 50   | + 91,742                             | 215,572   | 1   | H M      |      |
| 13                                                                          | 13 | ▬   | 18 | Ленс Стролл         | Астон Мартін - Мерседес | P | 49   | + 1 коло                             | 214,470   | 1   | M H      |      |
| 14                                                                          | 16 | ▲ 2 | 23 | Александр Албон     | Вільямс - Мерседес      | P | 47   | Аварія                               | 215,057   | 1   | M H      |      |
| Схід                                                                        | 8  | ▼ 7 | 77 | Вальттері Боттас    | Альфа Ромео - Феррарі   | P | 36   | Механічні проблеми                   | -         | 2   | M H M    |      |
| Схід                                                                        | 7  | ▼ 9 | 14 | Фернандо Алонсо     | Альпін - Рено           | P | 35   | Силова установка                     | -         | 1   | M H      |      |
| Схід                                                                        | 14 | ▼ 3 | 3  | Данієль Ріккардо    | Макларен - Мерседес     | P | 35   | Силова установка                     | -         | 1   | M H      |      |
| Схід                                                                        | 18 | ▬   | 6  | Ніколас Латіфі      | Вільямс - Мерседес      | P | 14   | Аварія                               | -         | 0   | M        |      |
| НС                                                                          | -  | ▬   | 22 | Юкі Цунода          | Альфа Таурі - RBPT      | P | 0    | Механічні проблеми / не стартував    | -         | -   |          |      |
| НС                                                                          | -  | ▬   | 47 | Мік Шумахер         | Хаас - Феррарі          | P | 0    | Аварія у кваліфікації / не стартував | -         | -   |          |      |
| Найшвидше коло: Шарль Леклер ( Ferrari ) - 1:31,634, поставлений на 48 колі |    |     |    |                     |                         |   |      |                                      |           |     |          |      |
| Джерело:                                                                    |    |     |    |                     |                         |   |      |                                      |           |     |          |      |

## Положення у чемпіонаті після гонки
| Місце   | Пілот               | Очки |
| ------- | ------------------- | ---- |
| 1       | Шарль Леклер        | 45   |
| 2       | Карлос Сайнс (мол.) | 33   |
| 3       | Макс Ферстаппен     | 25   |
| 4       | Джордж Расселл      | 22   |
| 5       | Льюїс Гамільтон     | 16   |
| Джерело |                     |      |

| Місце   | Конструктор     | Очки |
| ------- | --------------- | ---- |
| 1       | Феррарі         | 78   |
| 2       | Мерседес        | 38   |
| 3       | Ред Булл - RBPT | 37   |
| 4       | Альпін - Рено   | 16   |
| 5       | Хаас - Феррарі  | 12   |
| Джерело |                 |      |